# Hugo Montenegro
Hugo Montenegro (New York, 2 september 1925 – 6 februari 1981) was een Amerikaanse arrangeur, componist en orkestleider. Zijn bekendste werk is afgeleid van interpretaties van de muziek uit spaghettiwesterns, vooral zijn coverversie van het hoofdthema van Ennio Morricone uit de film The Good, the Bad and the Ugly uit 1966. Hij componeerde de muziek voor de western Charro uit 1969, waarin Elvis Presley speelde.

## Biografie
Montenegro diende twee jaar bij de Amerikaanse marine, voornamelijk als arrangeur voor de Newport Naval Base-band in Newport (Rhode Island). Na de oorlog ging hij naar het Manhattan College, terwijl hij compositie studeerde en zijn eigen band leidde voor schooldansen. In het midden van de jaren 1950 regisseerde, dirigeerde en arrangeerde hij het orkest voor Eliot Glen en Irving Spice bij Dragon Records en Caprice Records. Hij was het die het Glen Spice Orchestra regisseerde op de eerste publicatie van Dion DiMucci, toen Dion werd gesteund door de Dragon-artiesten The Timberlanes. De nummers Out In Colorado en The Chosen Few, uitgebracht bij Mohawk als #105 in 1957, werden al snel bij Jubilee Records uitgebracht voor een betere distributie.
Hij werd later ingehuurd door Time Records als muzikaal leider, produceerde een reeks albums voor het label en verhuisde begin jaren 1960 naar Los Angeles, waar hij begon te werken voor RCA Victor, waar hij een reeks albums en soundtracks produceerde voor films en televisiethema's, zoals twee delen van Music From The Man From UNCLE, een album met coverversies van spionnenmuziekthema's, Come Spy With Me en een album met coverversies van Ennio Morricone's muziek voor de Clint Eastwood The Man With No Name-serie van spaghettiwesterns, die leidde tot grote charthits. Montenegro begon films te scoren met de instrumentale muziek van Advance to the Rear in 1964. Na het succes van zijn albums werd hij gecontracteerd door Columbia Pictures, waar hij films scoorde als Hurry Sundown (1967), Lady in Cement (1968), The Undefeated (1969), Viva Max! (1969) en de Matt Helm-films The Ambushers (1967) en The Wrecking Crew (1968). Hij componeerde de partituur en dirigeerde de opnamesessies voor de Elvis Presley westernfilm Charro! uit 1969 en hij zorgde voor incidentele muziek voor de Britse cultfilm Toomorrow uit 1970. Zijn laatste filmmuziek was voor de exploitatiefilm Too Hot to Handle en de cult-actiethriller The Farmer in 1977.
The Farmer (1977) met de huiveringwekkende elektronische muziekscore van Montenegro behaalde een X-beoordeling, totdat producent/regisseur David Berlatsky de film opnieuw liet beoordelen zonder dat de muziekscore en de beoordeling werd gewijzigd van X in R, waardoor Columbia Pictures de film 17 jaar lang kon distribueren. De muziekrechten om een dvd-verkoop uit te brengen konden niet worden verkregen, omdat het landgoed niet kon worden gevonden, de partituur wordt als verloren beschouwd. Montenegro werd ook uitbesteed aan het Colombiaanse televisieproductiebedrijf Screen Gems, waar hij het meest bekend staat om zijn thema uit het tweede seizoen van de televisieserie I Dream of Jeannie, zijn themalied Seattle en muziek van Here Come the Brides en The Outcasts. Hij componeerde ook de muziek voor het langlopende The Partridge Family (1970). Halverwege de jaren 1960 begon hij met het produceren van enkele van de meest bekende werken uit het poptijdperk van het ruimtetijdperk, met elektronica en rock in albums als Moog Power en Mammy Blue.
De elektronische werken van Montenegro waren beslissend en invloedrijk voor de toekomstige generaties van elektronische muzikanten, gaven een retro/futuristisch voordeel door het gebruik van de Moog-synthesizer en hielpen de populariteit te vergroten. Hij zal ook herinnerd worden door zijn versies van klassiekers, zoals het hoofdthema van Sergio Leones film The Good, the Bad, and the Ugly, oorspronkelijk gecomponeerd door Ennio Morricone. Dit was Montenegro's grootste pophit, die #2 bereikte in de Billboard Hot 100-hitlijst, #3 in de Canadese RPM Magazine-hitlijsten en vier weken in de Britse Singles Chart in 1968. Er werden meer dan één en een kwart miljoen exemplaren verkocht en kreeg een gouden schijf. Zijn versie van het hoofdthema van Hang 'em High bereikte #59 in Canada. In 1968 werd zijn hit Aces High geplaatst op #11 in de Billboard Year End Chart of the Top Hits van 1968. Eind jaren 1970 maakte een ernstig emfyseem een einde aan zijn muzikale carrière. 

## Overlijden
Hugo Montenegro overleed in februari 1981 op 55-jarige leeftijd. Hij ligt begraven op de Welwood Murray Cemetery in Palm Springs (Californië).

## Discografie
- 1961: Great Songs From Motion Pictures Vol. 2 (1938–1944) – Time Records
- 1961: Great Songs From Motion Pictures Vol. 3 (1945–1960) – Time Records
- 1962: Hugo Montenegro In Italy – Oriole – OTS
- 196?: Overture–American Musical Theatre Vol. 2 – Time
- 1953-1960: Overture–American Musical Theatre Vol. 4 – Time
- 1965: Original Music From The Man From U.N.C.L.E. – RCA Victor
- 1966: More Music From The Man From U.N.C.L.E. – RCA Victor
- 1967: Music From Camelot – Mainstream Records
- 1967: Hurry Sundown (Original Soundtrack) – RCA Victor
- 1968: Music From A Fistful Of Dollars, For A Few Dollars More & The Good, The Bad And The Ugly – RCA Victor
- 1968: Lady In Cement (Original Motion Picture Soundtrack Album) – 20th Century Fox Records
- 1968: Magnificent Hugo Montenegro – Pickwick
- 1968: Music From The Good, The Bad and The Ugly – RCA Victor
- 1968: Hang 'Em High – RCA Victor
- 1969: Moog Power – RCA
- 1969: Good Vibrations – RCA Victor
- 1970: Colours of Love – RCA Victor
- 1970: Hugo Montenegro's Dawn of Dylan – GWP Records Stereo
- ????: Russian Grandeur LP
- 1971: This Is Hugo Montenegro – RCA Victor
- 1971: People... One To One – RCA Victor
- 1971: Mammy Blue – RCA
- 1972: Love Theme From The Godfather – RCA
- 1973: Neil's Diamonds – RCA
- 1973: Scenes & Themes – RCA
- 1973: Hugo Montenegro Plays A Neil Diamond Songbook – RCA Victor
- 1974: Hugo In Wonder-Land – RCA
- 1975: Others By Brothers
- 1975: Movie scored, The Farmer, met Gary Conway en Angel Tompkins
- 1975: Rocket Man (A Tribute To Elton John) – RCA Victor
- 1980: Big Band Boogie – Bainbridge Records

- Bibsys: 9032361
- Biblioteca Nacional de España: XX848673
- Bibliothèque nationale de France: cb14024150x (data)
- Gemeinsame Normdatei: 1038402360
- International Standard Name Identifier: 0000 0000 7359 8868
- Library of Congress Control Number: n93013963
- MusicBrainz: 5223d56e-a569-4b85-87d6-05ad2063f30b
- Nationale Bibliotheek van Israël: 987008816735705171
- Nederlandse Thesaurus van Auteursnamen: 073167142
- SNAC: w6p96fjz
- Système universitaire de documentation: 088520781
- Virtual International Authority File: 49421865
- WorldCat: E39PBJjRWqQWtXy76PXV67qWjC